# 戦後70年 ニッポンの肖像
『戦後70年 ニッポンの肖像』（せんごななじゅうねん ニッポンのしょうぞう）は、NHK『NHKスペシャル』で2015年に放送されていたシリーズ企画。NHKオンデマンドでも配信されている。

## 概要
2015年4月18日から8月15日にかけて『NHKスペシャル』枠で放送。本放送に先駆けて、同年元旦にタモリらが出演したプロローグ番組が放送された。戦後70年を迎え、国際社会･政治・経済において日本がどのような立場であったのか、戦争に関連する議題を交えて放送した。
ほかのNHKスペシャルの番組に比べて、20代から30代の若年層が多く視聴していた特徴がある。

## 出演者
司会・進行
- 三宅民夫（NHKアナウンサー）
- 首藤奈知子（NHKアナウンサー）[注 1]

そのほか、放送回によってゲストが出演。

## 放送リスト
| サブタイトル                                                     | 放送日                  | 放送時間（JST） | キャスター                                            | ゲスト                                                                      |
| ---------------------------------------------------------------- | ----------------------- | --------------- | ----------------------------------------------------- | --------------------------------------------------------------------------- |
| プロローグ 私たちはどう生きてきたか                              | 2015年 1月1日（木曜日） | 21:00 - 22:15   | 三宅民夫 有働由美子                                   | タモリ 堺雅人 中園ミホ 半藤一利                                             |
| 日本人と象徴天皇 第1回 "戦後"はこうして誕生した                  | 4月18日（土曜日）       | 21:00 - 21:50   | 三宅民夫 首藤奈知子 守本奈実（語り）                  | -                                                                           |
| 日本人と象徴天皇 第2回 平和を願い続けて                          | 4月19日（日曜日）       | 21:00 - 21:50   | 三宅民夫 首藤奈知子 守本奈実（語り）                  | -                                                                           |
| 豊かさを求めて 第1回 "高度成長" 何が奇跡だったのか               | 5月30日 （土曜日）      | 21:00 - 21:50   | 三宅民夫 首藤奈知子                                   | 石丸典生 五木寛之                                                           |
| 豊かさを求めて 第2回 "バブル"と"失われた20年" 何が起きていたのか | 5月31日 （日曜日）      | 21:00 - 22:25   | 三宅民夫 首藤奈知子                                   | 堺屋太一 野口悠紀雄                                                         |
| 世界の中で 第1回 信頼回復への道                                  | 6月19日（金曜日）       | 22:00 - 22:50   | 三宅民夫 首藤奈知子 柳澤秀夫（解説） 伊東敏恵（語り） | -                                                                           |
| 世界の中で 第2回 冷戦 日本の選択                                 | 6月20日（土曜日）       | 21:00 - 21:50   | 三宅民夫 首藤奈知子                                   | 毛里和子 増田弘                                                             |
| 世界の中で 第3回 "平和国家"の試練と模索                          | 6月21日（日曜日）       | 21:00 - 21:50   | 三宅民夫 首藤奈知子                                   | 五百籏頭真 中山俊宏                                                         |
| 政治の模索 第1回 保守・二大潮流の系譜                            | 7月18日（土曜日）       | 21:00 - 21:50   | 三宅民夫 首藤奈知子 守本奈美（語り）                  | 田原総一朗 御厨貴                                                           |
| 政治の模索 第2回 "豊かさの分配" その先に                         | 7月19日（日曜日）       | 21:00 - 21:50   | 三宅民夫 首藤奈知子 守本奈美（語り）                  | 田原総一朗 御厨貴                                                           |
| 戦後70年を越えて 日本人は何ができるのか                          | 8月15日（土曜日）       | 21:15 - 22:45   | 三宅民夫 首藤奈知子 中山準之助（語り）                | 石原さとみ 寺島しのぶ 明石康 有馬利男 長有紀枝 山口絵理子 石川直樹 柳澤秀夫 |

## オープニング映像
終戦の年に生まれた子どもが日本の復興とともに成長し、家族をつくり70歳になるまでの姿を36の戦後70年の文化や出来事を織り交ぜながら描いた白組のCG制作による40秒の映像。漫画家・ちばてつやがキャラクターデザインを担当した。
映像で描かれた戦後の出来事・文化
| - 買い出し列車 - 東京タワー（1958年） - 路面電車 - 初代ブルーバード（1959年） - 日劇 - 街頭テレビ（1954年） - 首都高開通（1962年） - 東海道新幹線開業（1964年） - 東京オリンピック（1964年） | - 学生運動 - 大阪万博（1970年） - ボウリングブーム（1971年） - 大気汚染深刻化（1970年） - 世界初のカップ麺発売（1971年） - パンダ人気（1972年） - オイルショック（1973年） - ピンク・レディー誕生（1976年） - ジーパン刑事（1974年） | - 竹の子族（1979年） - 口裂け女（1979年） - 世界のホームラン王（1977年） - ブルース・リーブーム - インベーダーゲーム（1979年） - 聖子ちゃんカット（1980年） - ショルダーホン（1985年） - なめ猫ブーム（1981年） - 携帯型ゲーム機（1989年） | - ジュリアナブーム（1991年） - 日本人宇宙飛行士（1992年） - ロリータファッション - イチロー人気 - レインボーブリッジ開通（1993年） - Jリーグ開幕（1993年） - ガングロ・ヤマンバ（1999年） - 小惑星探査機「はやぶさ」 - 東京スカイツリー開業（2012年） |

## ニッポンのポ
戦後日本の歩みから見つけた「懐かしくて、新しい発見」を毎日届ける関連ポータルサイト企画。2015年4月10日に開始され、8月31日まで更新された。タイトルの「ポ」は戦後の日本人が一歩ずつ刻み続けた「歩」として、あの一瞬を思い起こさせる「ポ」・いまのニッポンを形づくった「ポ」・そして人生の歩みと重なる「ポ」を日々紹介する「ポ」ータルサイトという意味が込められている。また、「戦後70年 ニッポンの肖像」シリーズ以外のNHK戦後70年関連番組の情報も掲載された。
主な連載
- 俗語辞典 - 各時代の俗語、族文化から戦後70年の世俗をたどる。
- ソレナニ図鑑 - 戦後の一時期に一世を風靡したアイテムで世代間ギャップを測る。
- きょうの「ポ」/あの日の「ポ」 - 投稿日に起こった戦後の出来事を主に一つ紹介する。当初は『きょうの「ポ」』の題名で連載されていたが、更新終了後は『あの日の「ポ」』に改題。

## スタッフ
シリーズ企画であるが、それぞれが独立した番組構成になっており、制作スタッフはそれぞれ異なっている。
全回共通
- 音楽：得田真裕（歌：澤田かおり）
- 著作：NHK総合